# Саперна слобідка
Сапе́рна слобі́дка — історична місцевість, поселення в Києві. Розташована між Деміївкою та Добрим Шляхом (Цимбалів яр, проспект Науки) і Лисою горою від долини Либеді (вулиця Саперно-Слобідська) до Багриновоі гори. У 2012 населення складало 20 тисяч.

## Історія

### Формування
Виникла у 40-ві роки XIX століття як селище саперного батальйону, (містився на Печерську, частково — до 1923 року — на Чорній горі).
До появи Саперної слобідки в гирлі р. Либідь, нижче за течією знаходилося лише селище (хутір) Либідь Києво-Печерської лаври, початки якого ми бачимо на мапах 18 ст.
Коли не пізніше 1838 р. саперні та понтонні підрозділи перевели з Печерська до долини Либіді дерев’яні одноповерхові казарми барачного типу були побудовані на території її розчищеної і спланованої тераси. Його містечко зайняло досить розлогу територію від сучасної вул. Саперне поле (на верхівці крайової Печерської висоти – Чорної гори розташувався саперний полігон – Саперне поле, де сапери проводили навчання) до південних схилів Чорної гори, Звіринецької гори, включаючи частину долини Нижньої Либіді під схилами Лисої гори. Саперне поле лишалося не забудованим ще в 1960-ті рр.
Батальйон мав ціле господарство: стайні для коней, кухні-їдальні для особового складу, цейхгауз, склад провіанту, льохи та житло для офіцерів. Також була споруджена дерев’яна гарнізонна церква в ім’я Феодосія Печерського. Від неї походить назва вул. Феодосіївської що простягнулася по гребеню висот на південь від Либіді та провулку Феодосіївського, який збігає до річки. Був також збудований місток через річку до дач на краю Саперного поля. На мапі 1838 р. в долині Нижньої Либіді вже показано розбудоване тут військове містечко, гаражі артилерійського парку, став на Либіді та Лаврські заклади та цегляний завод біля її гирла.
Згодом відставні солдати-білобілетники будували хати та заводили родини, даючи початок в 1840-ві рр. новому поселенню. «Солдатська слобода» (перша назва Саперної Слобідки) вперше фіксується на мапі 1842 р. Вона тягнулася  між Саперно-Слобідськими вулицею, що тягнулася вздовж Либеді та проїздом і Каревською (тепер Феодосійською) вулицею. На цій мапі також показано артилерійські сараї, збудовані квадратом в проміжку між Чорною горою та узвишшям з сучасною вул. Феодосіївською. Станом на 1842 р. не показаний став на Либіді, тоді як у 1846 р. він знову зазначений.
На мапі 1871-73 рр. (з поправками 1909 р.) зазначено  прямокутні абриси вперше підписаної своєю сучасною назвою Саперної Слобідки, навпроти неї на лівому березі показані артилерійські сараї, нижче по Либіді став і далі промислова зона хутору Либідь, в складі якої зазначена лаврська парова мукомельня.

### Кінець 19-поч. 20 ст.
На досить детальній мапі Києва 1886 р. став на Либіді показаний на тому ж місці, де ми його бачимо у 1846 р., але він значно менший за площею. Імовірно, він міг грати роль в утрудненні підступів до Лисогірського форту. Наявні два містки через Либідь та мукомельня на лівому березі.
Поступово Саперна слобідка трансформується в цивільне поселення, що з 1897 рр. стає приміським. З часом тут поблизу вулиці Саперно-Слобідської утворилося ще кілька вулиць і 4 провулки, які називалися: Перший, Другий, Третій та Четвертий. Згодом два з них отримали назви – Каревський (з 1955 року — провулок Григорія Сковороди, з 1973 року – Феодосійський) та Федорівський. До слобідки можна було потрапити з півдня – з боку тодішнього хутора Коник села Мишоловка по шляху через ліс, чи на пароплаві Лисогірським рукавом до пристані біля підніжжя Лисої гори. З півночі на Саперну Слобідку можна було потрапити через Деміївку, до якої вела дорога з Нового Строєнія (забудова вздовж Вел. Васильківської) так званою «дорогою на Печерськ» – сучасна вулиця Дж. Маккейна. На межі XIX—ХХ століть розширена до Стратегічного шосе. Станом на поч. ХХ ст. Саперна Слобідка простягалася між Саперно-Слобідськими вулицею (в долині Либіді, по її правому берегу вздовж русла), Саперно-Слобідським проїздом (переходив Либідь і йшов в бік позначених на мапах того часу артилерійських сараїв), а також вул. Каревською (тепер Феодосійська, розміщеною на верхівці височини). Саперно-Слобідська вулиця починалася від Великої Китаївської (сучасний проспект Науки) і закінчувалася біля Лисої гори. З правого боку було 104 садиби, а з лівого, прилеглого до Либіді, – 36. Пояснюється це тим, що р. Либідь була дуже примхливою та після тривалих дощів мала властивість виходити з берегів. Тож хат біля неї стояло менше. Саперно-Слобідська вулиця була головною на Саперній Слобідці. До жовтневого перевороту Саперно-Слобідською ходив трамвай за маршрутом Велика Васильківська– Саперно-Слобідська, буд. 36.

### 1918-1939 рр.
4 (17) вересня 1918 року за законом Ради міністрів Української Держави передмістя Саперна слобідка було прилучено до міста Києва.
У 1920-ті рр. вздовж вулиці Саперно-Слобідської пролягла вузькоколійна залізнична колія, якою ходив паровоз із трьома платформами, що перевозив дрова від Корчуватого до території поблизу Байкового цвинтаря, де розташовувався таксомоторний парк. У цей час мешканці Саперної слобідки працювали переважно на станції Київ ІІ (сучасний Київ-Деміївський) та на кондитерській фабриці ім. Карла Маркса. На схемі 1923 р. показана ситуація подібна до дореволюційної.
На схемах Києва початку 1930-х рр. можемо вперше побачити назви вищеописаних вулиць Саперної Слобідки та прилеглих поселень: вул. Саперно-Слобідська відходила від вул. Великої Китаївської (суч. проспект Науки. Трохи далі на південь від неї ж відходила приблизно паралельна до вул. Карівська (суч. Феодосійська), а ще далі Стратегічне шосе. Дві останні вулиці на сході збігали у долину Либіді та перетиналися з Саперно-Слобідською. Сучасна вул. Бойчука (кол. Кіквідзе), що збігала з Печерська по трасі р. Буслівки називалося Печерський військовий шлях. Тут в долині Либіді на схемі транспорту 1932 р. позначено елеватор.
На детальній мапі Києва 1932 р. ми також бачимо нову радянську назву Деміївки (до якої увійшла Саперна Слобідка) – Сталінка. Сучасна станція «Київ-Деміївський» підписана як «Ст. Киев 2-й тов.» На південні від нього помітні ті самі артилерійські сараї (гаражі). Ставу на Либіді вже немає.
На мапі громадського транспорту 1932 р та мапі 1935 р. детально представлено вуличну мережу слобідки: вул. Саперно-Слобідську, Карівську (суч. Феодосійська), Польську (наразі забудовано), Кримську (зберіглася до нашого часу), Литовську (наразі забудовано), Стратегічне шосе. З боку Деміївки проходять вулиці Велика Китаївська (зберіглася) та Малокитаївська, яка на півдні переходить у Мишоловське шосе (наразі перетворено на проспект Науки). По інший бік проходить Залізничне шосе від якого на Чорну гору відходять вулиці Чорногірська. Ніжинська, Товарна, Тиха та Середня. На мапі 1932 р. додатково позначено існуючий і по сей день Саперно-Слобідський проїзд, який не підписаний, проте біля його закінчення знаходяться Клепарівські склепи – крамниці.

### У 1940-50-ті рр.
На німецькому плані 1941 р., складеному імовірно перед інвазією показані відомі німецькій розвідці подробиці відносно району Саперної Слобідки. Показано вуличну мережу Слобідки (на схід від Малокитаївської вулиці із зазначенням вулиць: Саперно-Слобідської, Карівської, Стратегічного шосе, Великої Китаївської. На Слобідці зазначені трикотажна фабрика імені Рози Люксембург, тютюнова фабрика, хліб-завод. Неподалік, в районі сучасної Деміївської площі показано електричну підстанцію для півдня міста.
На німецькій мапі 1943 р. показано вуличну мережу Саперної Слобідки: вул. Саперно-Слобідську, Карівську (суч. Феодосійська), Польову (станом на 1935 р. – вул. Польська, наразі забудована), Кримську (зберіглася до нашого часу), Литовську (наразі забудована). З боку Демїівки проходять вулиці: Велика Китаївська (частково зберіглася) та Малокитаївська, яка на півдні переходить у Мишоловське шосе (наразі перетворена на проспект Науки). Показано також Карівський (суч. Феодосійський) та безіменний провулки (суч. Свалявський – кол. Серпуховський?). Розташований по інший бік річки Либідь Саперно-Слобідський проїзд названий вул. Клепарівською. На Либіді не показано ставу, натомість наявні два мости. Колишня забудова в старому гирлі Либіді носить назву «Нижня Теличка».
На німецькій аерофотозйомці 1943 р. добре видно, що територія Саперної слобідки, навіть в порівнянні з рештою Деміївки, була рясно вкрита садами. Вони яскраво контрастують з голим плато поміж Мишоловським шосе, Малою Китаївською та Лисогірським фортом. Як видно на знімку, було розорано під городи і частину гласісу та охоронної смуги лісу на Лисій горі. На фото чітко видно що лісові насадження вціліли лише на передпіллі форту (камуфлювали його) та в ярах – яру Західного струмка та яру, яким проходять сучасні вулиці Лисогірська та Лисогірський провулок.
У 1940–50-ті роки Саперна Слобідка розширилася до Мелітопольської та Тетерівської вулиць, і підійшла впритул до Лисої гори з півночі. Вона обійшла Лису гору з заходу, підступивши до яру Лисогріського струмка до території колишнього лаврського хутора Коноплянка, на якій наразі панує лісова рослинність. На початку 1950-х р. на слобідці будується багато одноповерхових невеликих будинків, частково для військовослужбовців, що несли службу на території форту . Будують також декілька багатоквартирних будинків на вул. Великій Китаївській та Стратегічному шосе. Це цегляні будинки № 35, 35а, 37, 37а, 39 та 41. Вони побудовані на ділянці складного рельєфу з перепадом висот до 10 м, тому мають різну кількість поверхів. Так, № 35, 35а – триповерхові, №41 – п’ятиповерховий, а інші – чотириповерхові. Житлові будинки на Стратегічному шосе не мають якогось особливого стилю, але утворюють компактний комплекс, що відрізняється від приватної та пізнішої багатоквартирної забудови.

### У 1960-ті рр.
Станом на 1960 р. Саперна Слобідка разом з рештою Деміївки все ще підписана як Сталінка. Станція біля неї набула назву "Київ-Московський". На місці колишніх артилерійських сараїв та на місці промислової зони в старому гирлі р. Либідь - колишньому хуторі Либідь - прокладено додаткові залізничні гілки.
У 1967–1968 рр. формується новий проспект Науки шляхом реконструкції значної частини Великої Китаївської вулиці, що на відрізках між Деміївською площею та Саперно-Слобідською вулицею і вулицею Писаржевського та Столичним шосе увійшла до складу новоутвореної магістралі, та нового шляху, прокладеного крізь забудову Деміївки та Саперної Слобідки.

### У 1970-ті-80-ті рр.
В середині 1970-х рр. малоповерхову забудову на Стратегічному шосе та вздовж проспекту Науки замінюють на нові багатоквартирні будинки. Велика Китаївська вулиця, яка втратила своє значення головної магістралі частково зруйнована, а частково забудована багатоквартирними будинками. Від забудови поч. ХХ ст. на поч. ХХІ ст. залишався один будинок по вул. Велика Китаївська, 57.
На плані 1979 р. позначений проспект Науки. Показано також станцію «Київ-Московський». Цікаво, що вулиця Саперно-Слобідська тоді переходила в колишню Військово-Печерську дорогу – в той час вул. Кіквідзе та з Наддніпрянським шосе під схилами Лисої гори не сполучалася.
У 1980-ті роки під час генеральної реконструкції Саперно-Слобідської вулиці значну частину забудови XIX — початку XX століття знесено. З того часу тут на території від проспекту Науки до сучасної станції Ки́їв-Деміївський тягнулися величезні смітники. В цей же час було виконано роботи з зарегулювання течії р. Либідь, внаслідок чого ця річка від місця вливання Голосіївського струмка (перетин вул. Голосіївської та проспекту Науки) до підніжжя Лисої гори потрапила до підземного колектору. Колектор став джерелом поганих запахів та розведення комарів.  На останньому не взятому в колектор відрізку свого давнього гирла під Лисою горою річка Либідь, колись протікала ближче до її підніжжя гори, з того часу тут зберіглася її стариця, що наповнюється водою під час весняної повені чи після тривалого періоду дощів.

### У 1990-ті 2000-ні рр.
28 грудня 2004 року Київська міська рада за клопотанням музею «Київська фортеця», Київського еколого-культурного центру та Дружини охорони природи Київського університету «Зелене Майбутнє» оголосила Рішенням № 1061/2471 0,3 га єдиний фрагмент природного русла річки Либідь комплексною пам’яткою природи місцевого значення «Природне русло р. Либідь».
Наразі від найдавнішої частини Саперної слобідки залишилося небагато – лише окремі садиби. Наразі вздовж вул. Саперно-Слобідська побудовано житлові комплекси багатоповерхових будинків та супермаркети.

## Пам'ятки

#### Залишки старої забудови
Забудова здійснена до 1930-х років, частково залишилася вздовж Феодосійської вулиці, Литовського, Свалявського та Станіслава Лема провулків.
Санітарна станція.
Для очищення вод річки Либідь у 1914 р. на розі Стратегічного шосе і Саперно-Слобідської вулиці споруджено очищувальну санітарну станцію. Цю півтора-поверхову споруду зведено за проектом М. Даміловського у стилі українського модерну. Тут містилися приймальне, переробне відділення й підсобні приміщення. Будівля складалася з 2-х частин: квадратної у плані вежі з пірамідальним дахом із заломом і прямокутного об’єму з високим дахом. Зруйновано в 1987 р. Нині тут автозаправка.

#### Велика липа Сироти
Вздовж правого берегу Либіді попід горою тягнулися рештки листяного лісу (Околиця колись суцільної Голосіївської Пущі), які оберігалися мешканцями прилеглих садиб. З тої пори на місці однієї з колишніх садиб (вул. Саперно-Слобідська, 78) залишилася стара липа серцелиста (Tilia cordata), яку як згадує колишня мешканка Слобідки Ніна Павлівна Сирота називали «Великою липою». Це дерево має вік близько 350 років. Його масивний стовбур, на висоті 1,3 м має охоплення 3,20 м та досягає висоти близько 10 м. Зважаючи на це за обгрутнуванням Київського еколого-культурного центру її оголошено пам’яткою природи місцевого значення «Велика липа Сироти».

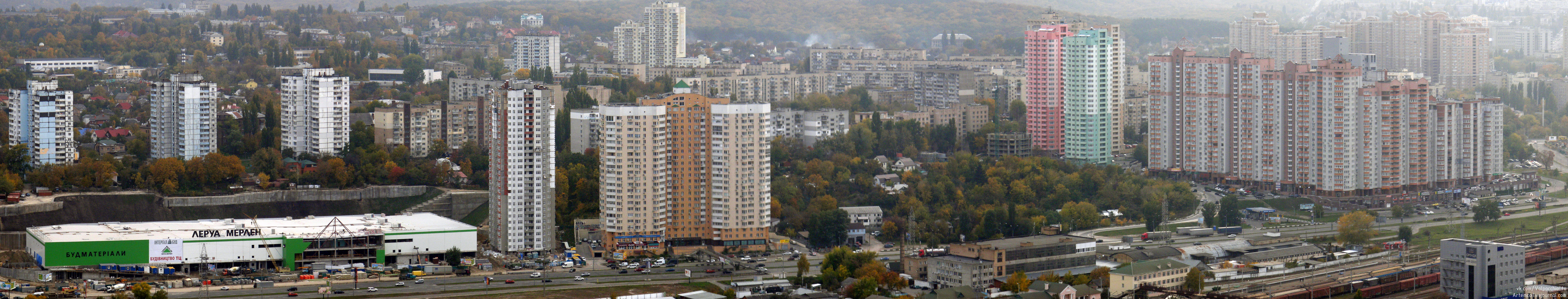
Панорама Саперної слобідки з півночі (Печерськ)

## Зв'язок з Деміївкою
Саперна Слобідка виникла як незалежне поселення поруч розташованою Деміївкою. Початок Деміївці поклало поселення Верхня (Вища) Либідь, яке згадується 1817 р. що перебувало у володінні Києво-Печерської Лаври та імовірно знаходилося вище по течії р. Либідь за сучасну Саперну Слобідку. Поряд з цим до середини ХІХ ст. територія пригирлового відрізку Либіді була поселенням Лаври, що називалося Нижня (Нижча) Либідь (фігурує на мапах та в джерелах 1-ї половини як село (хутір) Либідь. 1840 р. Де ла Фліз вперше зазначив зв’язок Нижньої Либіді з Деміївкою вживши назву – село Нижня Либідь Деміївка. Надалі в міру свого розвитку забудова Саперної Слобідки злилася з Деміївкою і з середини 19 ст. фактично увійшла до її складу.